# Camera Obscura (groupe)
Pour les articles homonymes, voir Camera obscura.
Camera Obscura est un groupe d'indie pop britannique, originaire de Glasgow, en Écosse. Il est formé en 1996 à Glasgow en Écosse par Tracyanne Campbell, John Henderson, et Gavin Dunbar.

## Biographie

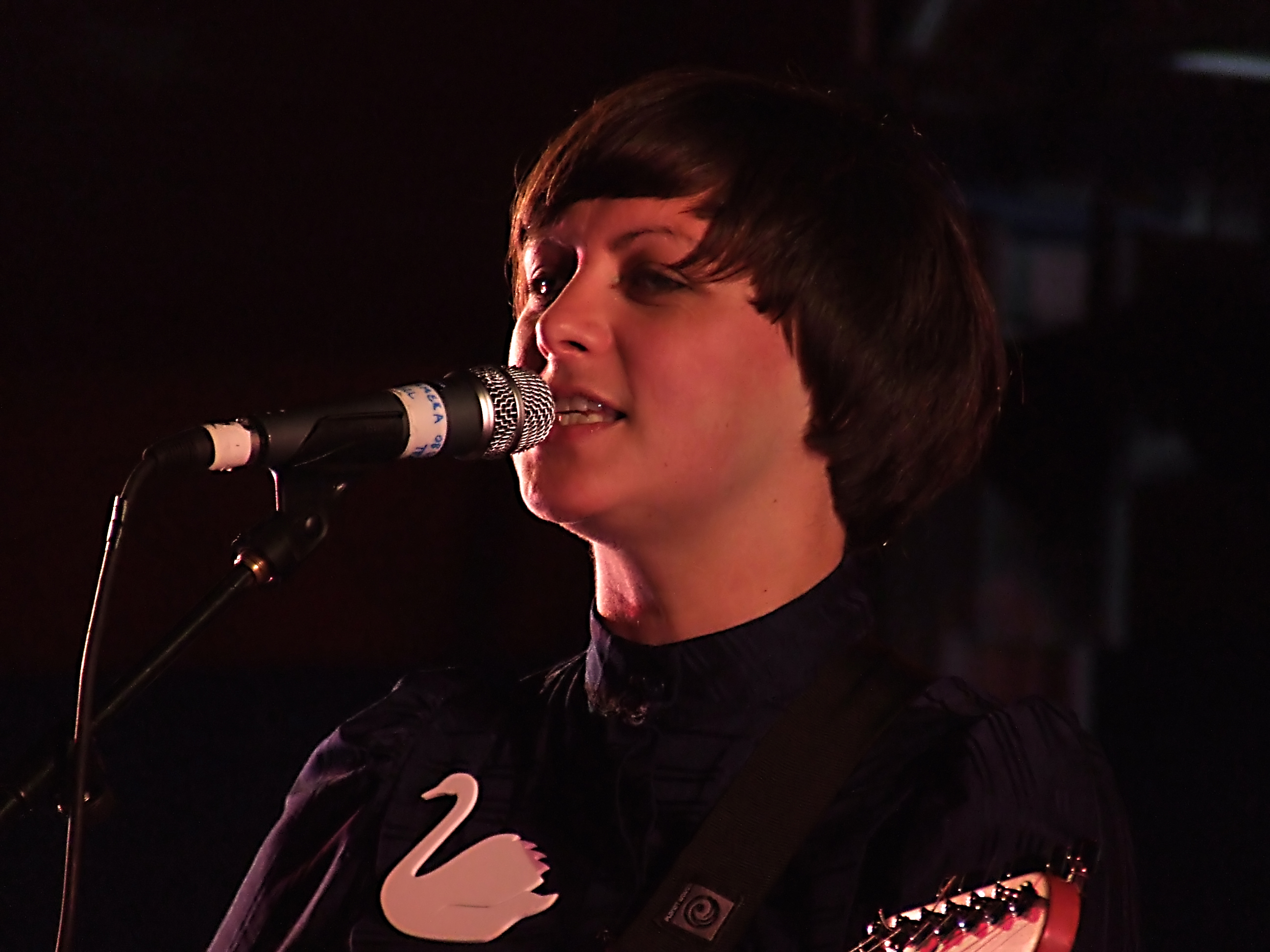
Tracyanne Campbell en 2007.

Les premières parutions du groupe sont les singles Park and Ride et Your Sound en 1998. Puis la composition du groupe connaît ses premiers changements en 2000 et 2001, avec l’arrivée de Lee Thompson à la batterie, de Lindsay Boyd aux claviers et le remplacement de Skirving par Kenny McKeeve.
Le premier album du groupe, Biggest Bluest Hi Fi, est publié en 2001. Il est produit par Stuart Murdoch du groupe Belle and Sebastian, et recommandé par John Peel, qui les fera participer à leur première Peel Sessions durant l’été 2002. C’est également en 2002 que Nigel Baillie rejoint le groupe en tant que trompettiste et percussionniste, tandis que Carey Lander remplace Lindsay Boyd. Le deuxième album de Camera Obscura, Underachievers Please Try Harder voit le jour en 2003. Il est suivi d’une tournée au Royaume-Uni et en Irlande, ainsi qu’aux États-Unis, une première pour le groupe. John Henderson quitte le groupe à la fin de la tournée. Au début de 2004, le groupe enregistre les chansons I Love My Jean et Red, Red Rose, à la suite de leur troisième Peel Session, au cours de laquelle John Peel leur demandera d’adapter ces poèmes de Robert Burns en musique.
Camera Obscura enregistrent leur troisième album, Let's Get Out of This Country en Suède au cours de l’année 2005. L’album est produit par Jari Haapalainen, il sort le 6 juin 2006. La chanson du même nom est utilisée dans l’épisode 5 de la série télé Friday Night Lights. Le premier single, Lloyd, I’m Ready to Be Heartbroken est une réponse à la chanson de Lloyd Cole and the Commotions Are You Ready to Be Heartbroken. En novembre 2008, le groupe annonce avoir fini d’enregistrer le successeur de Let's Get Out of This Country, et en février 2009 qu’ils ont signé avec 4AD. Le nouvel album, My Maudlin Career est publié en avril 2009. Il est précédé du single French Navy. À ce moment, le groupe annonce également que pour des raisons familiales, Nigel Baillie aura moins de temps à consacrer à Camera Obscura, et ne sera donc qu’un membre à « temps partiel ».
En 2015, le groupe doit annuler sa tournée en Amérique du Nord à la suite de la maladie de Carey Lander. En effet celle-ci avait été diagnostiqué d'un ostéosarcome en 2011. Ne pouvant plus assurer ses performances, elle se lance dans une campagne de don afin d'aider la recherche et les victimes de cette maladie. Malgré cela, Lander décède le 11 octobre 2015, en ayant récolté jusqu'alors plus de 73 000£.

## Membres

### Membres actuels
- Tracyanne Campbell – guitare, chant
- Carey Lander – piano, orgue, chant
- Kenny McKeeve – guitare, mandoline, harmonica, chant
- Gavin Dunbar – basse
- Lee Thomson – batterie
- Nigel Baillie – trompette, percussions

### Anciens membres
- John Henderson – chant, percussions (1996-2004)
- Richard Colburn – batterie
- David Skirving – chant, guitare

## Discographie

### Albums studio
- 2001 - Biggest Bluest Hi Fi
- 2003 - Underachievers Please Try Harder
- 2006 - Let's Get Out of This Country
- 2009 - My Maudlin Career
- 2013 - Desire Lines
- 2024 - Look to the East, Look to the West